# Richard Ekblom
Richard Ekblom, född 30 oktober 1874 i Ekby församling, Skaraborgs län, död 7 april 1959 i Uppsala, var en svensk slavist. Han var svärfar till Ulf Täckholm.
Ekblom blev i Uppsala filosofie kandidat 1900, filosofie licentiat 1905 och filosofie doktor 1909 (på avhandlingen Étude sur l'extinction des verbes au prétérit en -si et en -ui en français). Han var vikarierande adjunkt i Västerås 1907–1908, lärare i franska vid Sjökrigsskolan 1908–1921 och lektor i ryska (och spanska) vid Handelshögskolan i Stockholm 1909–1921. Han utnämndes 1921 till professor i slaviska språk i Uppsala, efter en professorskonkurrens efter Johan Lundells pensionsavgång 1916 som på sin tid väckte stor uppmärksamhet och krävde en rekordlång tillsättningsprocedur på dryga 4 år. Han behöll denna befattning till 1939, då han blev emeritus.
Ekblom var ursprungligen romansk filolog, men övergick sedan till slavistiken. I avhandlingen Rus et vareg dans les noms de lieux de la region de Novgorod (1915) studerade han de märken, som den svenska kolonisationen i norra Ryssland under vikingatiden kvarlämnat i dessa trakters ortnamn. Ett språkhistoriskt problem behandlade han i avhandlingen Eine gemeinslavische Umwandlung des Partizipium präsentis aktivi (1915); i en serie avhandlingar studerade han enligt moderna metoder det serbiska, bulgariska och litauiska uttalet. I avhandlingen Manuel phonétique de la langue lituanienne (1922) beskrev han det höglitauiska uttalet – för första gången utförligt och vetenskapligt (med användande av landsmålsalfabetet).
Ekblom utgav också en del praktiska handböcker i ryska, Rysk grammatik (1911; sjätte upplagan 1954, fjärde tryckningen 1969), Ur Rysslands nyare litteratur (1927, andra upplagan 1942), Rysk läsebok (1931, tredje upplagan 1945) och Ryska på egen hand i tjugofem lektioner (1946).
Ekblom blev känd för en stor publik genom de reseberättelser han gav ut: Åka tåg 3:dje klass, reseminnen (1933), Tur och retur, reseskildringar (1936) och När tåget slirar och andra berättelser (1943). Ett urval gavs ut 1961, Tåget går, professorn!: ett urval resekåserier med förord av Jan Olof Olsson.
Ekblom blev ledamot av Humanistiska vetenskapssamfundet 1922, av Vetenskapssocieteten i Uppsala 1937 och av Vitterhets-, historie- och antikvitetsakademien 1938. Han var inspektor för Västgöta nation i Uppsala 1923–1939.